# 중국타래풀거미
중국타래풀거미(학명: Allagelena bifida)는 거미목 가게거미과 타래풀거미속에 속하는 거미의 일종으로, 중국 고유종이다. 1997년 신종으로 등재되었으며 본래 풀거미속에 속했지만 2017년 타래풀거미속으로 재분류되었다.